# Payen Bolotin
 (septembre 2020).
Pour les articles homonymes, voir Jacob Bolotin.
 (janvier 2019).
Payen Bolotin était chanoine de l'église de Chartres au tout début du XIIe siècle. Il est connu pour une satire en vers contre les faux ermites.

## Biographie
Il était chanoine pendant l'épiscopat d'Yves de Chartres, évêque de la réforme grégorienne.
Il est connu pour De Falsis Heremitis qui Vagando Discurrunt composé vers 1130. Il critique les ermites prêcheurs vagabonds et leurs supposées ignorance, hypocrisie et cupidité qui s'en prennent au clergé. Il défend les Bénédictins.